# Benijófar
Benijófar (valencianisch Benijòfer) ist eine spanische Gemeinde (municipio) in der Provinz Alicante mit einer Bevölkerung von 3.471 Einwohnern (Stand: 2024). 

## Lage
Benijófar liegt etwa 30 Kilometer südsüdwestlich von Alicante und etwa 30 Kilometer ostnordöstlich von Murcia in einer Höhe von ca. 20 m. Das Mittelmeer liegt in etwa acht Kilometern östlicher Richtung. Der Río Segura begrenzt die Gemeinde im Norden.

## Geschichte

### Bevölkerungsentwicklung
| Jahr      | 1970 | 1981 | 1991 | 2001 | 2011 | 2021 |
| Einwohner | 1136 | 1344 | 1515 | 2132 | 4153 | 3323 |

## Sehenswürdigkeiten
- Kirche Jakobus der Ältere (Iglesia de Santiago la Mayor)
- Rathaus

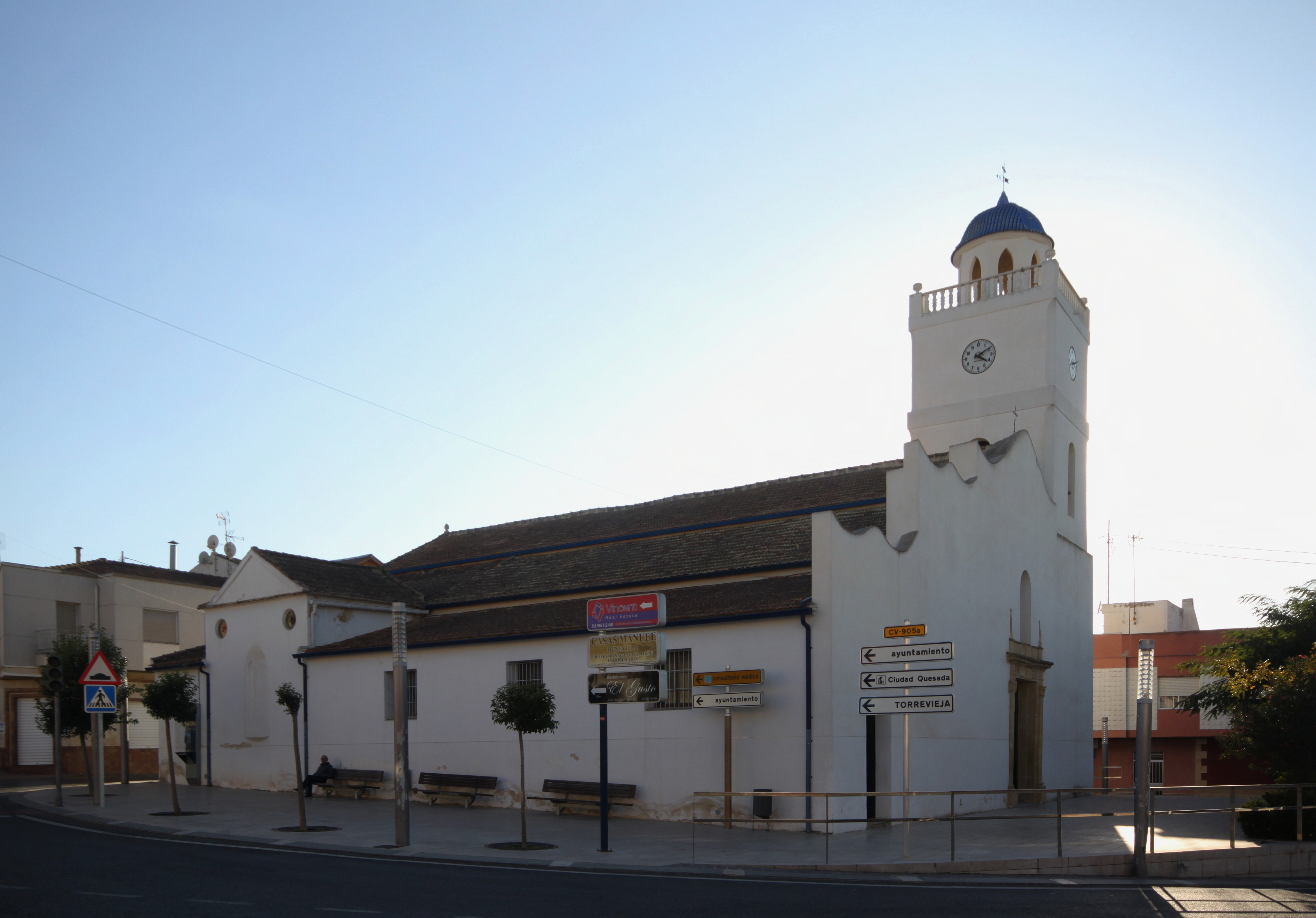
Kirche Jakobus der Ältere
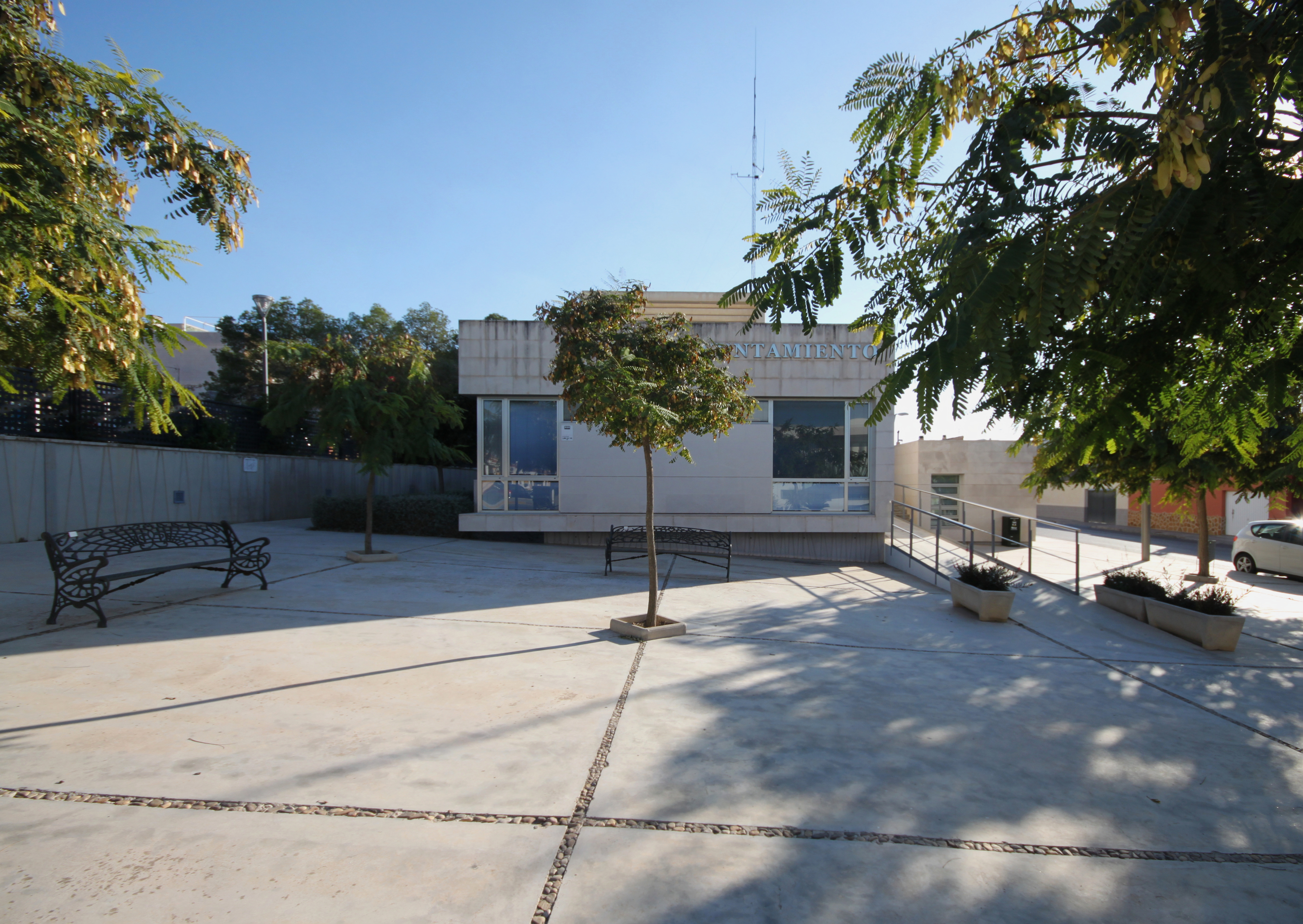
Rathaus